# オノ・ヨーコ
オノ・ヨーコ（小野 洋子、1933年〈昭和8年〉2月18日 - ）は、日本の前衛芸術家、音楽家、平和運動活動家。1969年にビートルズのメンバーだったジョン・レノンと結婚。共に平和活動、音楽、創作活動を行ったことでも知られている。ニュースクール大学でジョン・ケージが開いた作曲講座の出席者らと1960年代の前衛運動を主導し、「フルクサス」の関係者でもあった。

## 経歴

### 生い立ち
1933年（昭和8年）2月18日、小野英輔・磯子の長女として東京で出生した。兄弟姉妹は、洋子（ヨーコ）・啓輔・節子の3人であった。
父・英輔は、日本興業銀行総裁を務めた小野英二郎の三男であり、ピアニストから銀行員に転じ、ヨーコが生まれたときは横浜正金銀行サンフランシスコ支店に勤務していた。母・磯子は、安田家の婿養子安田善三郎と「安田財閥の祖」安田善次郎の二女てる（暉子）との間の四女である（安田善次郎は1921年に82歳で暗殺されている ）。安田善三郎の実父は、元宇和島藩士で維新政府官吏や実業家の伊臣忠一（安田善次郎と共に母方の曽祖父にあたる）。

実の伯叔父には、父方には動物学者の小野俊一、医学者の小野康平らが、母方には安田善三郎の三男とされる歌舞伎役者の十三代目片岡仁左衛門がいる。義理の叔父には、大蔵官僚の石井茂樹、外交官の加瀬俊一が、義理の伯母には、白系ロシア人ヴァイオリニストの小野アンナ（小野俊一の前妻）がいる。従兄弟には、地理学者の小野有五、画家の石井茂雄、外交評論家の加瀬英明らがいるほか、はとこには安田財閥直系の実業家安田弘などがいる。
1931年夏、英輔と磯子は軽井沢の安田財閥の別荘で出会い、その年に結婚、2年後にヨーコが生まれた。後に、弟の啓輔は三菱商事に勤務、妹の節子は世界銀行に長年勤めたのち彫刻家になる。
ヨーコが2歳の時、父の暮らすサンフランシスコへ転居したが、2年後には母と共に日本へ帰国し、幼少期は安田家の鎌倉の別荘で暮らした。
米国から帰国後、自由学園（幼稚園）、学習院初等科へ通い、父の転勤に伴い、再び渡米しニューヨークに転居、ロングアイランドのパブリックスクール（公立小学校）に通った。帰国後、啓明学園初等学校、青山の青南小学校に編入した。学習院女子中・高等科を経て、1952年に学習院大学の哲学科に入学。1953年、20歳の時に家族と共に父親の赴任先であるニューヨーク郊外のスカーズデールに移り住み、サラ・ローレンス大学に入学、音楽と詩を学ぶ。

### 1950年代・60年代
サラ・ローレンス大学在学中の1956年に一柳慧と出会い、同大学を退学し結婚、前衛芸術活動を開始する。
1959年、ニューヨークを活動拠点とするフルクサスのジョージ・マチューナスらと共に活動を行う。床に置かれたキャンバスを観客が踏みつけることで完成する作品『踏まれるための絵画』（Painting To Be Stepped On）は当時の代表作のひとつ。また、カーネギー・ホールでパフォーマンスを行う。
1961年、後の夫になる米国の映像作家アンソニー・コックスと出会う。
1962年から1964年まで帰国、観客が彼女の衣装をはさみで切り取るパフォーマンス『カット・ピース』（Cut Piece） や、言葉による作品集『グレープフルーツ』（Grapefruit）などの作品を発表した。当時の日本は、前衛芸術というものに慣れておらず、評価は低く、評論家にも批判される。

#### アンソニー・コックスとの出会い、娘の誕生
1962年、29歳で自殺を図り精神病院に入れられる。ヨーコに憧れニューヨークから来日したアンソニー・コックスが 、ヨーコを口説き落とし退院させた。11月28日に結婚しようとするが、一柳との離婚が法的に成立しておらず、1963年3月1日に結婚は「無効」とされてしまう。同年の6月6日に再度結婚をする。1963年8月8日、娘キョーコをもうける。

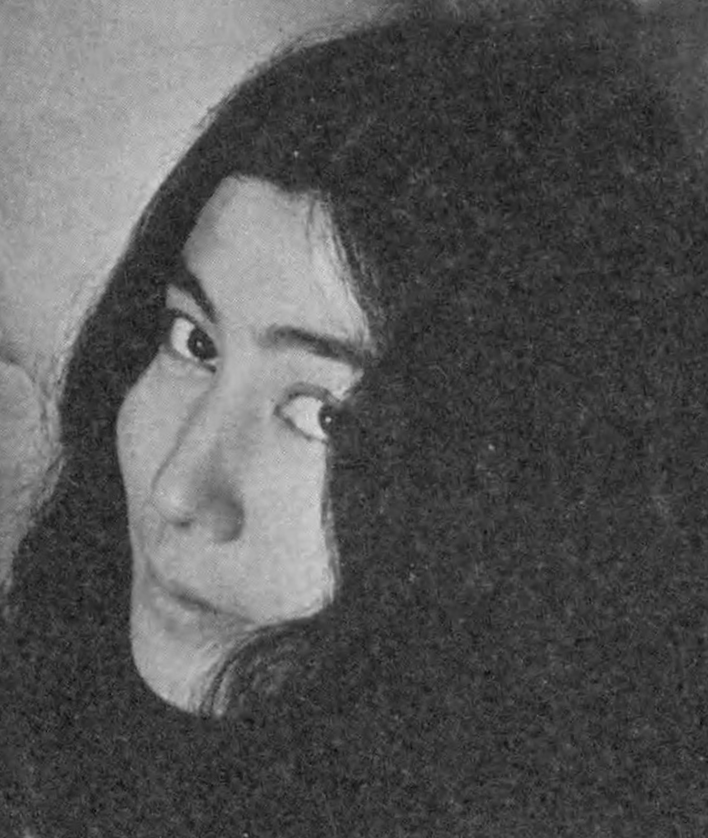
『映画評論』1967年6月号より

1964年、ニューヨークに戻り、活動を再開する。1966年にロンドンの現代芸術協会の招きで渡英し、活動の場をロンドンに移した。その時期にジョン・レノンと関係を持ちはじめる。コックスとは1969年2月2日に離婚した。ヨーコはコックスから娘を引き取ろうとし、法廷闘争も行った。コックスはその混乱の渦中で、事件を起こし逮捕されるような事態に陥った。程なくヨーコは娘の親権を放棄した。母と娘は全く会えないまま長い年月が過ぎ去ったが、キョーコが20代になり子供を産む時になってヨーコに連絡を取った。それは、キョーコが「子供におばあちゃんとの接点がないのは不憫だ」と思ったからだという。こうした経緯もありヨーコが娘のことを公に語れなかった年月が長かったので、人々にはヨーコの子供はショーンのみと勘違いされがちであるが、ジョン・レノンの死の後は、コックスやキョーコと親しく連絡を取りあっているという。

#### ジョン・レノンとの出会いと活動
ジョン・レノンとの出会いは1966年11月9日。ロンドンのインディカ・ギャラリーでの個展『未完成の絵画とオブジェ』の開催前日に訪れたレノンは、そこに展示されていた作品「天井の絵」に惹かれた。それは部屋の中央に白い脚立が置かれており、観客はそれを昇り天井からぶら下がった虫眼鏡を使って、天井に貼られたキャンバスの小さな文字を見るという作品だった。レノンは当時を回想し「もし"No"とか『インチキ』みたいな意地の悪い言葉が書かれていたら、すぐに画廊を出て行ったよ。でも"YES"だったから僕は『これはいけるぞ、心温まる気持ちにさせてくれる初めての美術展だ』と思ったんだ」と後に語っている。
1967年、ロンドンのリッスン・ギャラリーで、すべてのオブジェが半分の形で展示された個展『ハーフ・ア・ウィンド・ショー』（"Half-A-Wind Show"）を行う。二人はその後、前衛的な音楽活動やパフォーマンスを行うようになり、1968年にアルバム『トゥー・ヴァージンズ』や『ドングリ・イヴェント』（"Acorn Event"）を発表した。

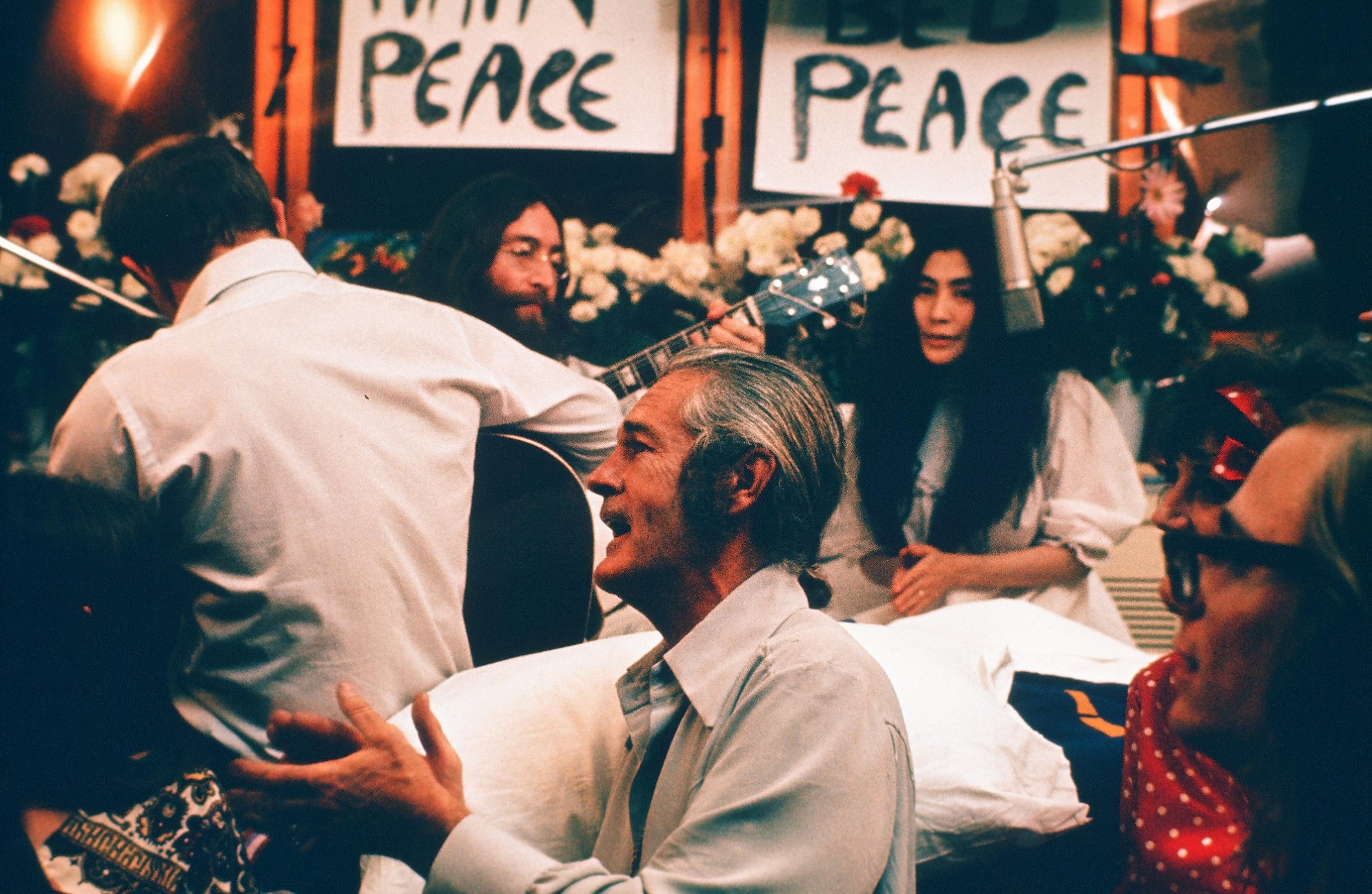
ベッド・イン風景、（奥左）ジョン・レノン、（奥右）オノ・ヨーコ、（中央）ティモシー・リアリー。「平和を我等に」のレコーディング中（1969年）

1969年3月20日、ジブラルタルで結婚。米国では「ミドルネーム方式」を選ぶことも可能で、本名はヨーコ・オノ・レノンとなり、ジョンはジョン・ウィンストン・オノ・レノンとなった。
当時、激化するベトナム戦争に反対して、『ベッド・イン』や『ウォー・イズ・オーヴァー』ポスター・キャンペーンなどの独自の「愛と平和」活動を展開した。
1969年12月、プラスティック・オノ・バンドのファースト・アルバム『平和の祈りをこめて』を発表した。
1970年12月、ファースト・アルバム『ヨーコの心』を発表した。
1971年3月、『フライ』を発表した。

### 1970年代

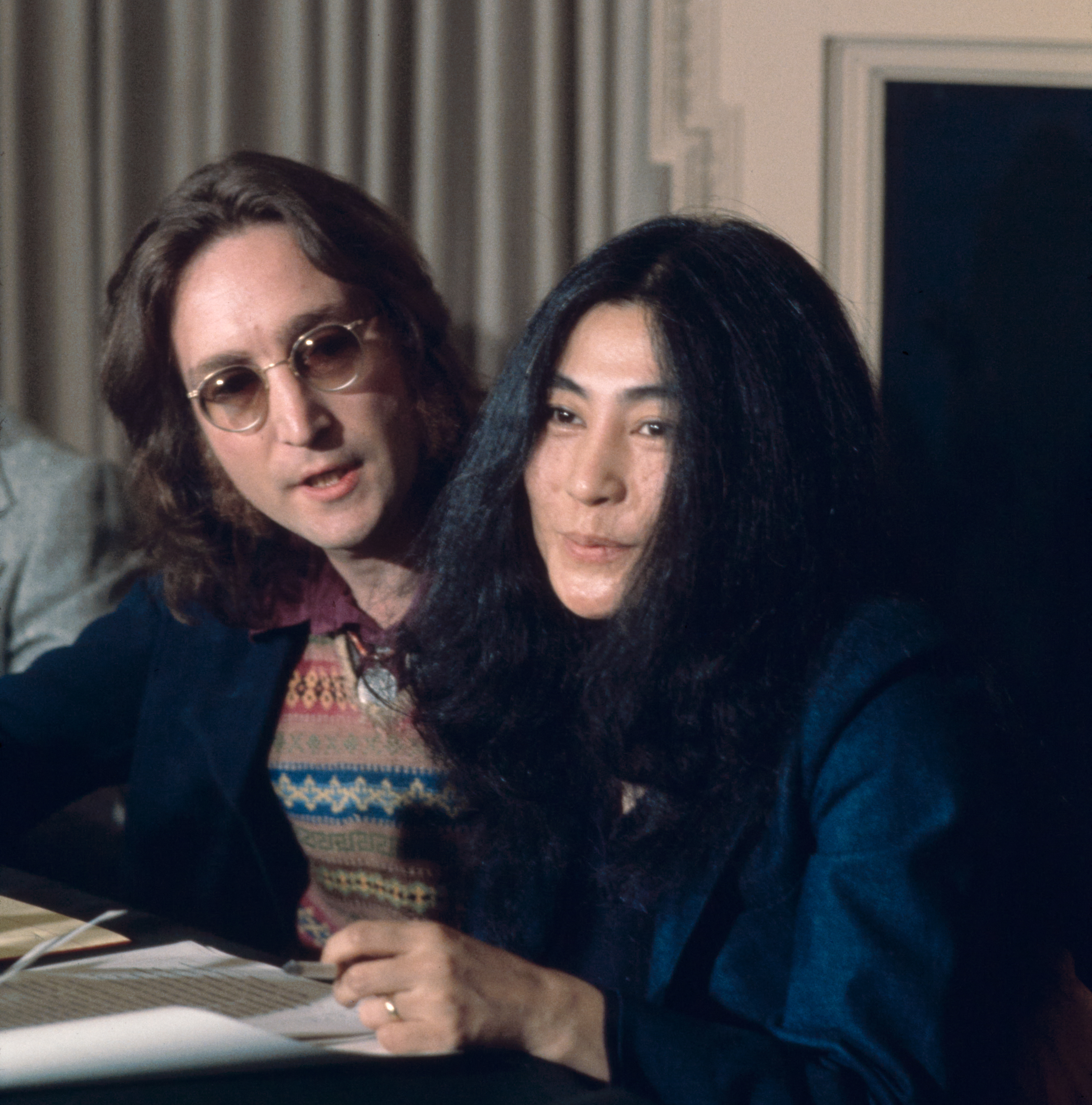
ジョン・レノンとともに（1973年4月2日）

レノンとの結婚前後の活動は世間に奇妙な立ち居振る舞いと映り、1970年のビートルズ解散以後は「ビートルズを解散させた女」と揶揄された。またこの事から、日本で言う「サークルクラッシャー」を意味する俗語表現として、「Yoko」または「Yoko Ono」と言う彼女の名前が「男性バンドの結束を乱す女性」を意味する動詞・名詞として流布するようになった。
1971年9月、ニューヨークに移り住む。アルバム『イマジン』の発表直前のことだった。
1971年10月、エバーソン美術館で個展『ジス・イズ・ノット・ヒアー』を開く一方、前衛芸術家、反戦運動家、黒人解放運動家、女性解放運動家などと交流を深め、政治運動に傾斜していった。
1971年から1972年にかけて、反戦文化人の即時保釈を求める集会や北アイルランド紛争に抗議するデモへ参加、また、刑務所で起きた暴動の被害者救済コンサートや知的障害を持つ子どもの救済コンサートなどにも積極的に出演した。
1973年4月、架空の理想国家「ヌートピア」の建国宣言のイベントを行うが、掲げた理想は、度重なる国外退去命令で挫折する。
1973年10月、レノンはロサンゼルスに移り住み、2人は別居する。レノンはこの期間を「失われた週末」と述懐している。別居中にアルバム『無限の大宇宙』と『空間の感触』を発表した。
女性解放を主張し日本語で歌唱しているシングル『女性上位万歳！』が日本で発売され、小ヒットしている（1993年に小泉今日子がカバー）。
1974年8月、「ウッドストックを日本で」をマインドにしたワンステップフェスティバルに出演、横尾忠則作品のポスターのモデル・オノヨーコと虹がほとんどの駅にはりだされ新鮮な空間をつくった。
1974年11月、レノンがニューヨークで開催されたエルトン・ジョンのコンサートに出演したことがきっかけになって再会した。二人は翌年、1975年1月に再び生活を共にすることになった。
1975年10月9日、レノンの35歳の誕生日にショーン・タロー・オノ・レノンが誕生した。ヨーコにとっては42歳での出産となった。ショーン誕生後、二人は夫婦の役割を見直し、育児と家事をレノンが担当し、家計とビジネスをヨーコが担当した。

### 1980年代以降

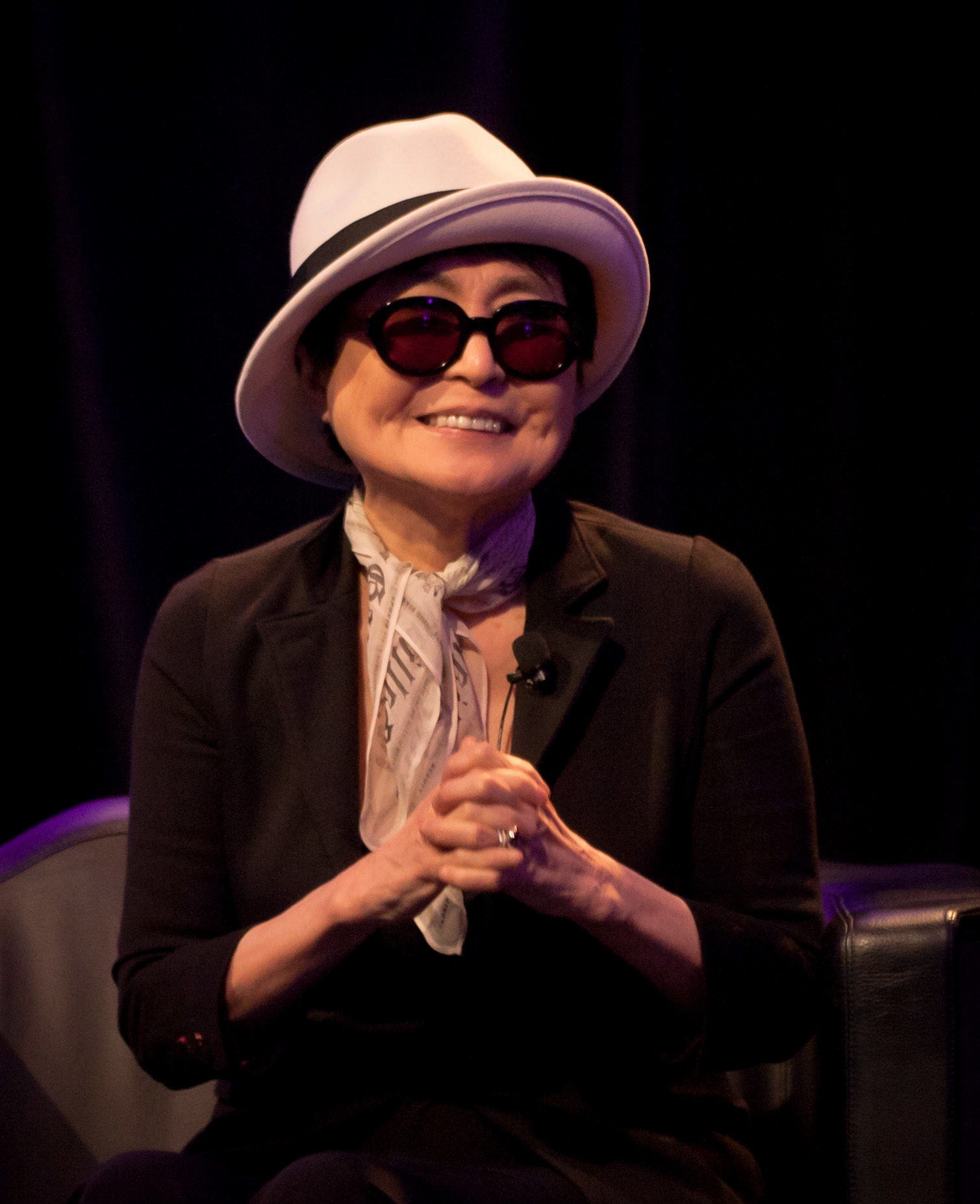
2011年

1980年、ショーンが5歳になったことを契機としてレノンは音楽活動を再開し、同年11月17日に共作アルバム『ダブル・ファンタジー』を発表した。しかし、その後間もない12月8日にレノンは自宅、ダコタ・アパートメンツ前でマーク・チャップマンによって射殺される。チャップマンの銃口はヨーコにも向けられたものの一難を逃れた。
レノンの死の翌年、1981年にヨーコは、サム・ハバトイ（en:Sam Havadtoy。レノンの生前から家族ぐるみで親しくしていたインテリア・デザイナーで、古美術品・骨董品を扱っていた人物）をショーンの養育係として雇いいれた。
1987年に芸術家アンディ・ウォーホルが死去したとき、その葬儀で弔辞を述べる役を果たした人のひとりとなった。
2001年9月11日のアメリカ同時多発テロ後、13日目に当たる同年9月23日、ニューヨーク・タイムズの日曜版に"Imagine all the people living life in peace"という一面広告を掲載した。これを受けて米国政府は、放送局に「イマジン」のオンエアの自粛を求めた。
2004年10月、朝日カルチャーセンター主催、新宿の住友ホールで行われた講演会で「アルカーイダをどう思いますか?」と訊かれ、「人のことを批判したり考えるよりも、自分の健康について考えたほうがいいです」と答えている。
2009年9月、プラスティック・オノ・バンドとして、ショーン・レノンや小山田圭吾らと共に音楽活動を再開した。
2016年2月26日夜、インフルエンザでニューヨークの病院に運ばれたが、翌27日に退院した。
2021年11月、雑誌ニューヨーカーが、オノが「公的生活から引退した」と発表した。 ビートルズ・ビジネスについては、現在はオノの息子ショーンがレノン家の代表を務める。
2023年、50年暮らしたダコタ・ハウスを離れ、ジョンと一緒に購入したニューヨーク州フランクリン近郊にある広大な農場に引っ越しした。

## 芸術活動

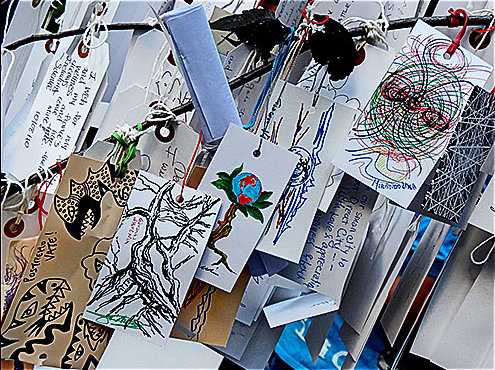
オノヨーコ、ニューヨーク近代美術館の願いの木、ニューヨーク

フルクサス運動の提唱者ジョージ・マチューナスはヨーコの作品を高く評価していた。ヨーコと共にフルクサスを広めようと考えていたが、ヨーコはフルクサスをムーブメントだとは認識しておらず、どこにも属さないアーティストでありたいと考えたためにある一定の距離を置いていた。
ジョン・ケージはヨーコに多大な影響を及ぼしたひとりである。ケージの関わりは、ニュー・スクールでのケージの有名な実験的作曲法の授業の生徒だった一柳慧との関係を通してのものだった。ヨーコは、ケージと彼の生徒達の型にはまらない前衛的な音楽に次第に傾倒していった。
1960年夏、ニューヨークに芸術家の作品を展示する場所を熱心に探し、マンハッタンのチャンバーズ・ストリート112番地に格安なロフトを見つけ、そこをスタジオ兼住居とすることにした。それは、ケージがニュー・スクール・フォー・ソーシャル・リサーチでの講師を辞めた直後のことだった。一方、ラ・モンテ・ヤングはそのロフトでコンサートを企画させてほしいと頼み込み、不本意ながら承諾したという。やがて2人は数々のイベントをこのロフトで主催することになった。互いに自分こそが第一キュレーターだったと証言しているが、ヨーコによると、次第に彼女はヤングの補佐的役割へと押しやられていった。このロフトでのイベントでは、キャンバスの小片を地面に置き、足跡をつけて完成する『踏まれるための絵画』に代表されるヨーコの初期のコンセプチュアル・アート作品も展開されていた。その観賞者は、アート作品とは壁に飾られた手の届かないものである必要はなく、地面におかれ汚れた不揃いなキャンバスのかけらで、しかも踏みつけられる事によって完成とすることもあり得るのだという、ヨーコが提示したジレンマに直面せざるを得なかった。
当時のパフォーマンスに、1964年草月会館で上演された『カット・ピース』がある。この作品の説明には、一言「切れ」(Cut)という破壊的な動詞があるのみで、観客が舞台上に座っているヨーコの衣服を、ヨーコが裸になるまで文字通り切るという作品である。作品を介して彼女の内的苦痛を伝えるという、彼女の作品にはよく見られるもののひとつである。大学で、ジャン＝ポール・サルトルの実存主義に触れ、自身の人間としての苦痛を鎮めるため、観客にアート作品を完成させるための協力を求めると同時に、自身のアイデンティティを確立させようともしていた。『カット・ピース』は、アイデンティティに対する問いかけに加え、社会的調和と愛の必要性も訴えている。また、苦痛や孤独という人としての普遍的な苦悩に言及すると同時に、ジェンダー問題や性差別にも触れているフェミニズム・アートでもある。この作品はロンドンをはじめ、様々な場所で上演され、観客が変わる度に違った反応を集めている。日本では観客は控えめで用心深く、ロンドンでは熱狂しすぎた観客が暴力的になり、ヨーコが警備員に保護されるに至った事もある。2003年には、パリで再演されている（1965年にメイスルズ兄弟によって同名のドキュメンタリー映画がつくられた）。
『グレープフルーツ』は1964年に東京で刊行され、超現実的で、禅問答にも通じる命令口調の言葉が並び、読み手の創造力の中で完成するというアート作品である。一例として、次の一節がある。「みんな家に帰るまで隠れなさい。みんなあなたのことを忘れるまで隠れなさい。みんな死ぬまで隠れなさい」。ヒューリスティクス言葉によるアートであるこの作品は数回出版されたが、1971年サイモン&シュスター版が最も広く流通し、2000年には同社によって再版されている。パフォーマンス作品として、この作品から引用することもあり、多くの展示会もこれに基づいているものが多い。

1966年1月、ウェズリアン大学で行われたレクチャーで、作品のインスピレーションについて次のように語っている。
音楽以外の作品はすべて、イベント的な要素を持っています。イベントとは、ハプニングのように他の分野の芸術を同化させたものではなく、さまざまな知覚からの自身の解放なのです。多くのハプニングにみられる一体感もなく、ただ自己と向き合う営みなのです。ハプニングと違って台本もありません。ただし、イベントの引き金となるものはあります。願いや希望に近いものかもしれません。心の壁を取り払い、視覚、聴覚、そして動的な知覚を捨てたあと、私たちは何を生み出すだろうか。私はそのようなことに思いを巡らしています。私のイベントは多くの場合、驚異を感じながら行なわれるのです。満足に食べることもできず、空想のメニューを弟と言い合っていた[[第二次世界大戦]]の体験にまで遡る手法です。
実験映画作家でもあり、1964年から1972年の間に16本の映像作品を撮っている。1966年に夫のアンソニー・コックスと『No.4』（通称『ボトムズ』）を監督した。歩行機上を歩く人のお尻のクローズ・アップ・ショットの連続で、スクリーンに映し出された映像は、お尻の縦の線と下部にできる横皺の線とでほぼ4分割されているように見える。サウンドトラックとして、このプロジェクトの参加者と参加希望者のインタビューが使われている。1996年スウォッチがこの作品を記念してそのお尻の映像をデザインした時計を製造した。
レノンはかつて彼女のことを「世界で最も有名な無名アーティスト。誰もが彼女の名前を知っているが誰も彼女のしていることを知らない」と語っている。
親しい仲間には、ジョージ・マチューナス、ラ・モンテ・ヤングの他に、ケイト・ミレット、ナム・ジュン・パイク、ダン・リクター、ジョナス・メカス、マース・カニンガム、ジュディス・マリナ、エリカ・アビール、フレッド・デ・アシス、ペギー・グッゲンハイム、ベティ・ローリン、荒川修作、エイドリアン・モリス、ステファン・ウォルフェ、キース・ヘリング、アンディ・ウォーホル、林三從らがいた。
オンタリオ美術館のマシュー・タイテルバウムは、「オノ・ヨーコは世界で最もオリジナルで、最も感動を与えるビジュアル・アーティストのひとりだ」。ニューヨーク・タイムズのマイケル・キンメルマンは「オノ・ヨーコのアートは鏡だ。彼女の作品『ボックス・オブ・スマイル』のように、我々は彼女の作品に対する自身の反応の中に、自身を見ることになる。自己啓発への小さな刺激を与えてくれる。まるで禅のようだ」。
2001年、回顧展『イエス、ヨーコ・オノ』は、アメリカ美術批評家国際協会の最優秀美術館展賞を受賞。
2002年、マルチメディア部門でスカウヒーガン・メダル
2001年、リヴァプール大学より名誉法学博士号を授与された。
2002年、バード・カレッジより名誉美術学博士号を授与された。スコット・マクドナルド客員教授は「彼女の作品は作品として賞賛に値するし、彼女がメディアの歴史の中で、そして世界の中で、主張してきた事も賞賛に値する。その勇気、不屈さ、粘り強さ、独立心、そして何よりも、創造力。そして、平和と愛こそが輝かしくて多様性に富んでいる人類の未来へと導いてくれるのだ、という信念はすばらしい」と過去に語っている。
2005年、ニューヨーク日本協会から特別功労賞を授与された。
2009年6月、第53回ヴェネツィア・ビエンナーレで、生涯業績部門の金獅子賞を受賞した。初の日本人受賞者となった。受賞理由について、「パフォーマンス・アートとコンセプチュアル・アートの先駆者。もっとも影響力を持つアーティストのひとり。ポップカルチャーと平和活動のシンボルとなるずっと前から芸術的な表現方法を開拓し、日本と欧米の双方において永続的な痕跡を残してきた」と説明している。

## 音楽活動
ジョン・ケージやオーネット・コールマンとコラボレーションを行っている。1961年カーネギー・ホールで初公演を行った。ヨーコはこのパフォーマンスを次のように語る。
すべて配置し終わると、私はステージをとても暗くしたの。網膜を緊張しなければならないほどにね。なぜって、人生はそういうものだからよ。緊張しなければ人の心を読むことだってできないわ。それからステージを真っ暗にした。（中略）みんなは、ステージではまったく音をたてずに静かに廻ってね。紐で絡がれた2人の男性が、体の周りに空き缶と空き瓶をいっぱいぶら下げて、音をたてずにゆっくりとステージの端から端まで静かに移動しなければいけないときがあったの、私のやりたかったことは、ほとんど聴こえない音を作ることだったのよ。
1965年には、同じ会場で『カット・ピース』2回目の公演を行った。
1968年11月、ビートルズ在籍中のレノンと共作アルバム『「未完成」作品第1番 トゥー・ヴァージンズ』を発表。12月、ローリング・ストーンズが主催した『ロックンロール・サーカス』にレノンと共に出演。この年に制作されたアルバム『ザ・ビートルズ』では「レボリューション9」でレノンを手伝い、バックコーラスとして「バースデイ」に参加し、「ザ・コンティニューイング・ストーリー・オブ・バンガロー・ビル」では1フレーズのみながらソロ・ボーカルを披露している。
1969年3月、ケンブリッジ大学で開かれた前衛音楽のコンサートにレノンと共に出演。5月にはレノンと2作目の共作アルバム『「未完成」作品第2番 ライフ・ウィズ・ザ・ライオンズ』を発表。9月、レノンと共にプラスティック・オノ・バンドを結成してトロントで開催された『ロックンロール・リバイバル・フェスティバル』に出演した。メンバーはレノン（ギター、ボーカル）、ヨーコ（ボーカル）、エリック・クラプトン（ギター）、クラウス・フォアマン（ベース）、アラン・ホワイト（ドラムス）だった。コンサートの前半はスタンダードなロック・ナンバーで、後半はヨーコが叫び歌う前衛音楽という構成だった。この模様を収録したプラスチック・オノ・バンドのファーストアルバム『平和の祈りをこめて』12月に発表。キョーコがトニー・コックスとともに失踪した後に作られた曲「ドント・ウォーリー・キョーコ（京子ちゃん心配しないで）」が有名である。12月15日にはロンドンのライシーアム劇場で開催されたUNICEF主催のチャリティー・コンサート『ピース・フォー・クリスマス』に、プラスティック・オノ・バンドのメンバーとして出演した
1970年には最初のソロ・アルバムである『ヨーコの心』を発表。これは『ジョンの魂』の姉妹アルバムにあたる。二つのアルバムのジャケットのデザインは共通しており、『ヨーコの心』では、彼女がレノンに寄りかかっている写真を、『ジョンの魂』はレノンがヨーコに寄りかかっている写真を使用している。『ヨーコの心』は、日本の古来からの土着的歌謡から影響を受けたと思われる、唸りと叫びが交錯する独特なボーカルがフィーチャーされているが、そのボーカルは、自然界の音（特に動物による）や風の音、管楽器奏者によって用いられたフリー・ジャズのテクニックを駆使したサウンドに共通するところがある。パフォーマーには、オーネット・コールマンや著名なフリー・ジャズ奏者が含まれ、リンゴ・スター、その他のミュージシャンが脇を固めている。ある曲では、言葉をなさないボーカルがフィーチャーされており、これは後にメレディス・モンクなどのアーティストに影響をあたえたとされている。また、パブリック・イメージ・リミテッドなどのバンドに影響を与えた。
1971年6月、レノンがフランク・ザッパにフィルモア・イーストでのザ・マザーズ・オブ・インヴェンションのコンサートに招かれた際、アンコールにレノンと共にステージに上がった。9月、2枚組アルバム『フライ』を発表。「ミッドサマー・イン・ニューヨーク」や「マインドトレイン」で従来のサイケデリック・ロックを披露する一方で、フルクサスとの共演作も含まれている。シングルカットされた「ミセス・レノン」は大々的ではないものの、ラジオで放送された。
1972年、レノンとともに2枚組アルバム『サムタイム・イン・ニューヨーク・シティ』を発表。1973年には、『無限の大宇宙』と『空間の感触』という2枚のフェミニストアルバムを1973年に発表した。特に、「ムーブ・オン・ファースト（移動だ）」「ヤン・ヤン」「サマンサの死」は評価が高い。1974年には『ストーリー』を制作したが、23年後の1997年まで発表されなかった。
1980年初頭、レノンはナイトクラブで、リーナ・ラビッチやB-52'sの「ロック・ロブスター」を聴き、彼らの音楽はヨーコのサウンドを彷彿させるものがあると感じ、ヨーコのサウンドがメインストリームに到達したことの現れだと考えた。実際、多くのミュージシャンは、ヨーコを一アーティストとして、また、ミューズ、アイコンとして賞賛している。例えば、エルヴィス・コステロは「ウォーキング・オン・シン・アイス」を、B-52'sは「ドント・ウォーリー・キョーコ（京子ちゃん心配しないで）」を「ドント・ウォーリー」にタイトルを変更してカバーしている。また、ソニック・ユースは、「ボイス・ピース・フォー・ソプラノ」を『SYR4・グッバイ・20th・センチュリー』で披露している。ベアネイキッド・レディースの中には「ビー・マイ・ヨーコ・オノ」があり、ダー・ウィリアムスは「アイ・ウォント・ビー・ユア・ヨーコ・オノ」というタイトルの曲をレコーディングしている。
1980年『ダブル・ファンタジー』をレノンとともに発表、同年、12月8日、レノンとヨーコはスタジオで、『ウォーキング・オン・シン・アイス』の作業をしていた。レノンの没後『ウォーキング・オン・シン・アイス（フォー・ジョン）』は1か月も経たないうちにリリースされ、チャート58位を記録し、特にダンス・チャートでは13位に達し、ヨーコにとっては初のチャート・サクセスとなった。1981年、レノンのひびが入り血のついた眼鏡と半分だけ水の入ったグラスが、セントラル・パークを望む窓の前におかれている衝撃的な写真をカバーに使用した『シーズン・オブ・グラス』を発表する。この写真は2002年4月にロンドンのオークションに出品され、約13,000ドルで落札された。ライナーノーツの中でヨーコはこのアルバムはレノンに捧げたものではないとし、「そんなことを言ったら、ジョンは気分を害することでしょう。彼は私たちの一人なのだから」と語っている。
1982年、『イッツ・オーライト』を発表。カバーには、トレードマークのサングラスをかけたヨーコが太陽を見つめている写真を使用し、バック・カバーには、ゴーストとなったレノンが彼女と息子を見つめている写真を使用した。シングル曲「マイ・マン」「ネバー・セイ・グッドバイ」はラジオでも放送された。
1984年、トリビュート・アルバム『エブリ・マン・ハズ・ア・ウーマン』がリリースされた。このアルバムの中で、エルヴィス・コステロ、ロバータ・フラック、エディー・マネー、ロザンヌ・キャッシュ、ハリー・ニルソンといったアーティストがヨーコの楽曲を演奏している。これは、レノンが完成させることができなかったプロジェクトの一つであった。同年末に、ヨーコとレノンの最後のアルバム『ミルク・アンド・ハニー』が未完成デモとしてリリースされた。
1980年代最後のアルバム『スターピース』は、ロナルド・レーガンのスター・ウォーズ計画に対抗する意図で製作されたアルバムである。ジャケットでは、温かく微笑むヨーコが地球を手のひらで包み込んでいる。『スターピース』はレノンが関わっていない作品の中で一番の成功をおさめた。シングル「ヘル・イン・パラダイス」はヒットし、MTVで繰り返し放送された。
1986年、『スターピース』の親善ワールド・ツアーを行い、主に東欧諸国を回った。
1992年、ライコディスクと契約をかわし、6枚組ボックス・セット『オノボックス』をリリースする。このボックス・セットは1974年の「ロスト・ウィークエンド」セッション時の未発表作品と共に、すべてのソロ・アルバムの中からの主要作品のリマスター・バージョンを収録している。また、1枚組アルバムとして、オノボックスのベスト盤と言えるアルバム『ウォーキング・オン・シン・アイス』もリリースした。同年、音楽ジャーナリストマーク・ケンプによる、オルタナティヴ・ミュージック雑誌「オプション」のカバーストーリー用ロング・インタビューにヨーコは応じた。ポップスとアバンギャルドを融合したさせた先駆者としての彼女の役割を許容している新しい世代のファンのために、ヨーコの音楽を見直すという内容だった。
1994年、ブロードウェイ向けにアレンジをした曲を使用した『ニューヨーク・ロック』というミュージカルをプロデュースした。
1995年、息子ショーンのバンドIMAとコラボレーション、『ライジング』を発表し、世界ツアー（ヨーロッパ、日本、アメリカ）も行った。翌年、「ライジング・ミックス」で、様々なミュージシャンとコラボレーションを行った。ライジングのリミキサーとして、チボ・マット、ウィーン、トリッキー、サーストン・ムーアらがいる。この頃、行方不明だったキョーコから連絡があり、再開を果たす。音信不通だった理由は、裁判で父親が不利にならないようにする意図や、有名人である母親に自慢できる娘になってから会いたかったからだと言う。連絡のきっかけは、夫との子供を生む前に、一度は母に会わなきゃいけないと考えたとも語っている。
1997年、ライコディスクは、全ソロアルバムをCDで再発した。ヨーコとロブ・スティーブンスはリマスターを行い、アウトテイク、デモ、ライブ音源など、様々なボーナストラックが付け加えられた。
2001年、『ブループリント・フォー・ア・サンライズ』を発表。
2002年、クラブ用に、DJらがヨーコの曲のリミックスをおこなった。このリミックス・プロジェクトでは、ヨーコは名義を単純に「オノ」とし、これは、彼女のキャリアを通して悩ませ続けた「オー・ノー!」(Oh No!)というジョークへのレスポンスにもなっている。ペット・ショップ・ボーイズや、オレンジ・ファクトリー、ピーター・ラウファー、ダニー・テナグリアらトップDJ、ダンス・アーティストらによってリミックスされた新しい『ウォーキング・オン・シン・アイス』は大きな成功をおさめた。
2003年4月、『ウォーキング・オン・シン・アイス（リミックス）』は、ビルボード・マガジンのダンス/クラブ・プレイ・チャートで初の1位に輝いた。1981年版オリジナル12インチ・ミックスでは、「ヨーコ、これは初のNo.1になるよ」とレノンがしゃべっている声が聞くことができる。
2004年11月、『エブリマン...エブリウーマン』で再度、ダンス/クラブ・プレイ・チャートの1位に返り咲いた。これは、『ダブル・ファンタジー』に収録されている「エブリ・マン・ハズ・ア・ウーマン・フー・ラブズ・ヒム」をベースにした曲で、同性婚をサポートする内容の歌詞となっている。
2005年6月、ロンドンの音楽フェス、メルトダウンへの参加。パティ・スミス監修、クイーン・エリザベス・ホールでパフォーマンスを行った。
2008年1月に"No No No"で、8月には"Give Peace a Chance"で、ダンス/クラブ・プレイ・チャートの1位を記録した。
2009年6月、"I'm Not Getting Enough"で、76歳にして5度目のダンス/クラブ・プレイ・チャートでの1位を記録した。
2010年、"Give me something"と"Wouldnit (I'm A Star)"で通算7度目となるダンス/クラブ・プレイ・チャートでの1位を記録した。現在、ダンス/クラブ・プレイ・チャートの分野では最も活躍しているアーティストの1人である。
2007年2月、『イエス・アイム・ア・ウィッチ』が発売した。さまざまなアーティストによる、彼女の楽曲のリミックスやカバー集となっており、フレーミング・リップス、キャット・パワー、アントニー、DJスプーキー、ポーキュパイン・ツリー、ピーチーズらが参加しており、批評家から好評価を得た。『プラスティック・オノ・バンド／ヨーコ・オノ（オノの心）』のスペシャル・エディションも発売となった。その他にも、4月にヨーコの作品のダンス・リミックスのコンピレーション『オープン・ユア・ボックス』が発売された。
2009年6月9日、4曲入りEP、"Don&'t Stop Me!"がiTunesにおいて限定配信された。このEPは、息子であるショーンが本田ゆか達と立ち上げたレーベル、キメラ・ミュージックより9月にリリースされるスタジオ・アルバム"Between My Head and the Sky"から一足早く4曲を収録したものである。このアルバムは1973年の『空間の感触』以来初となる、プラスティック・オノ・バンド名義でリリースされる。この新生プラスティック・オノ・バンドには、ショーン・レノン、コーネリアス、本田ゆからが参加している。

## ポール・マッカートニーとの関係
ポール・マッカートニーが「ビートルズ解散は、ヨーコのせいではなかった」と発言した ことに、オノ・ヨーコは感謝の意を表明した。また2014年にマッカートニーとリンゴ・スターがグラミー賞の功労賞を受賞した際には、客席でうれしそうに体を揺らしていたヨーコの姿があった。顔を合わせる機会があれば必ずハグを交わし、ツーショットで写真に収まる事もあるため、これらの事実から、現在のヨーコとマッカートニーの人間関係は良好であると判断するのが妥当である。
なお、争点の一つとなっていたのは、ビートルズの楽曲クレジットに関する問題である。ビートルズの活動中、ジョン・レノンかマッカートニーの書いた曲は、どちらが書いても、また共同で書いても、原則「レノン＝マッカートニー」名義とされた。
1990年、ライブアルバム『ポール・マッカートニー・ライブ!!』リリースにあたり、マッカートニーは、彼の単独または彼の主導で書いた「イエスタデイ」などの曲について、クレジットの順序を「マッカートニー＝レノン」と改めようとした。しかしヨーコはこれを認めず、『レノンの生前に、2人が取り交わした協約に違反する』と主張した。マッカートニーはこれに対し、『そのような協約は存在しなかった』と反論した。他のビートルズのメンバー2人が「クレジットは従来どおりにとどめるべきだ」と意見すると、マッカートニーは要求を撤回した。その後、1995年にヨーコが広島原爆投下50周年を祈念して「ヒロシマ・スカイ・イズ・オールウェイズ・ブルー」をマッカートニーとその家族、およびショーン・レノンとで共同制作した際に、マッカートニーは「彼女は冷たい女だと思っていたけど、間違っていたよ。（中略）その正反対だった。（中略）彼女はただ、断固として自分自身であろうとしているだけなんだ。たいていの人よりもね」と述べ、また「ザ・ビートルズ・アンソロジー」プロジェクト等の協力もあり、この問題は一旦は解決したものと思われた。
しかし2002年、マッカートニーがライブアルバム『Back In The US Live 2002』収録の、主にマッカートニー主導で書かれたビートルズ・ナンバー19曲について、独断で「マッカートニー＝レノン」とクレジットしてリリースした事を改めてヨーコが強く批判し、この論争が再燃する。しかし、マッカートニーの独断が覆る事は無く、ヨーコもそれ以上批判を続ける事は無かった。
ただし歴史上の事実として、1963年当時にリリースされたビートルズのセカンドシングル「プリーズ・プリーズ・ミー／アスク・ミー・ホワイ」、ファーストアルバム『プリーズ・プリーズ・ミー』、サードシングル「フロム・ミー・トゥ・ユー／サンキュー・ガール」は『マッカートニー＝レノン』の順でクレジットされており、また1976年に発表されたウイングスのライブ・アルバム『ウイングス・オーヴァー・アメリカ』に収録された5曲のビートルズナンバー(「レディ・マドンナ」「ザ・ロング・アンド・ワインディング・ロード」「夢の人」「ブラックバード」「イエスタデイ」)も『マッカートニー＝レノン』とクレジットされている。いずれも存命中のレノン本人から問題視された事実は無く、この事はマッカートニーの主張通り「(レノンとの間に)そのような協約は存在しなかった」事を裏付けているとも考えられる。前述の「ポール・マッカートニー・ライブ!!」は、マッカートニーのディスコグラフィー上「ウイングス・オーヴァー・アメリカ」の次の公式ライブアルバムという事になるため、単に前作でのクレジット形式を踏襲しようとしただけという見方も可能である。
2005年にQアウォードを受賞したとき、ヨーコはマッカートニーの作曲を批判しているともとられるコメントを述べ、メディアで物議をかもした。レノンはあるとき自らの作曲に不安を抱き、「なぜ他のミュージシャンはいつもポールの曲をカバーして、僕のはしないんだろう」と訊いた。「あなたは優れたソングライターよ。あなたが書くのは『スプーンを手に六月』（"June with Spoon"）みたいなのじゃないわ。あなたは優れたシンガーだから、多分ほとんどのミュージシャンは怖くてあなたの歌をカバーできないのよ」 とヨーコは答えたという。ヨーコの発言に明白な批判の意図があったかは、疑問が残る。ヨーコは後に「自分の言葉はジョンを慰めようとしたもので、ポールを攻撃するものではなく、他意はなかった」と声明を出している。また、自分はマッカートニーを尊敬しており、マスコミが自分の言葉を文脈から切り離して報道したのだと付け加えた。
さらにヨーコは「私とポールが喧嘩してるとか、そんなのんきな話題が人々には必要なのね。この世の恐怖から逃れるために。でも、それはもはや真実じゃない。（中略）私たちは過去、何度も衝突してきたわ。でも今はジョンのパートナーだったポールを尊敬してるし、ポールはジョンの妻だった私を尊敬してるわ」とも述べている。
また、2001年の『Mojo』誌インタビューでビートルズの曲で何が一番好きかと問われたヨーコは、「ビートルズ時代の作品に関しては、私は実はジョンの曲よりもポールの曲のほうが好きなのです」と打ち明け、「ザ・ロング・アンド・ワインディング・ロード」を挙げている。
2008年6月1日には、アンフィールドで行われたマッカートニーのコンサートに姿を見せている。このコンサートでマッカートニーはレノン作曲の「ア・デイ・イン・ザ・ライフ」（前半と後半がレノンの作、中間部はマッカートニーの作という3部構成になっているが、その中間部まで）〜「平和を我等に」のメドレーを披露した。

## ディスコグラフィ

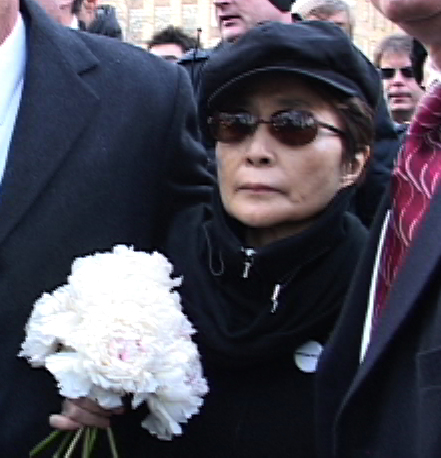
ジョン・レノンの命日にストロベリー・フィールズに献花するヨーコ（2005年12月8日）

### ソロ

#### オリジナル・アルバム
- ヨーコの心/プラスティック・オノ・バンド - Yoko Ono Plastic Ono Band（1970年）
- フライ - Fly（1971年）
- 無限の大宇宙 - Approximately Infinite Universe（1972年）
- 空間の感触 - Feeling the Space（1973年）
- シーズン・オブ・グラス - Season Of Glass（1981年）
- イッツ・オーライト - It's Alright (I See Rainbows)（1982年）
- スターピース - Starpeace（1985年）
- ライジング - Rising（1995年）
- ストーリー - A Story（1997年、1974年録音）
- ブループリント・フォー・ア・サンライズ - Blueprint For A Sunrise（2001年）

#### ベスト・アルバム
- オノボックス - Onobox（1992年）
- ウォーキング・オン・シン・アイス - Walking on Thin Ice（1992年）

#### シングル
- 女性上位万歳（1973年）
- 夢をもとう（1974年）

### ジョン・レノンとの共作

#### アルバム
- 「未完成」作品第1番 トゥー・ヴァージンズ - Unfinished Music No. 1: Two Virgins（1968年）
- 「未完成」作品第2番 ライフ・ウィズ・ザ・ライオンズ - Unfinished Music No. 2: Life With The Lions（1969年）
- ウェディング・アルバム - Wedding Album（1969年）
- 平和の祈りをこめて〜ライブ・ピース・イン・トロント - Live Peace in Toronto（1969年）
- サムタイム・イン・ニューヨーク・シティ（ニューヨークのジョンとヨーコ） - Some Time in New York City（1972年）
- ダブル・ファンタジー - Double Fantasy（1980年）
- ミルク・アンド・ハニー - Milk and Honey（1984年）

#### シングル
- ハッピー・クリスマス（戦争は終った） - Happy Xmas (War Is Over)（1971年）

### その他のアルバム
- エブリ・マン・ハズ・ア・ウーマン〜ジョンとヨーコの仲間たち - Walking on Thin Ice（トリビュート・アルバム、1984年）
- New York Rock (original cast recording)（同名ミュージカルのサントラ盤、1994年）
- Rising Mixes（リミックス・アルバム、1996年）
- Yes, I'm a Witch（カバー&リミックスアルバム、2007年）
- Let's Have a Dream -1974 One Step Festival Special Edition-（2022年）

## 著作
- 『グレープフルーツ・ジュース』 南風椎訳 講談社 1990年 のち同社（講談社文庫）1998年 - Grapefruit（1964年）
- 『グレープフルーツ・ブック』 田川律訳 新書館 1982年 - Grapefruit: A Book of Instructions and Drawings（1970年）
- 『ジョン・レノン愛の遺言』レノン共著 川勝久訳 講談社 1981年
- 『ジョン・レノン/サマー・オブ・1980』 プロデュース・センター出版局 1984年 のち再版1996年 - Summer of 1980（1983年）
- 『ただの私（あたし）』 飯村隆彦編訳 講談社 1986年 のち同社（講談社文庫）1990年 - Just Me!（1986年）
- The John Lennon Family Album（1990年）
- デービッド・シェフ『ジョンとヨーコラスト・インタビュー Love & peace』 石田泰子訳 集英社 1990年
- 『オノ・ヨーコ 頭の中で組みたてる絵』 淡交社 1995年 - Instruction Paintings（1995年）
- YES YOKO ONO（2000年）
- 『ジョン・レノンラスト・インタビュー』池澤夏樹訳 中央公論新社（中公文庫）2001年
- 『レノン・リメンバーズ』ヤーン・ウェナー共著 片岡義男訳 草思社 2001年
- Odyssey of a Cockroach（2005年）
- Imagine Yoko（2005年）
- 『メモリーズ・オブ・ジョン・レノン』 オノ・ヨーコ編 斉藤早苗翻訳監修 シクロス・サナエ訳 イースト・プレス 2005年 - Memories of John Lennon (editor)（2005年）
- 『イマジン 自由訳』 新井満訳 朝日新聞社 2006年
- 『ギブ・ピース・ア・チャンス』 レノン共著 オーヤン・ガハードソン原書編集 斉藤早苗監修 関美冬訳 プロデュースセンター出版局 2007年
- 『今あなたに知ってもらいたいこと』 幻冬舎 2009年
- 『今を生きる』 集英社インターナショナル 2014年
- 『どんぐり』 河出書房新社 2015年

## その他
- ヨーコは、ジョン・キャメロン・ミッチェル監督作品の映画『ショートバス』に出演したため、DJを務めるラジオ局から解雇を言い渡されたスックイン・リー（英語版）の解雇を取り消すように、ラジオ局に抗議の手紙を送った著名人の1人。映画の公式ホームページに公開された手紙の内容は「検閲制度が暴力よりセックスを拒否するのは悲しいわ。そんな風にセックスを怖がっているから社会から暴力がなくならないのよ。くたばれ検閲制度!」。彼女の他に、フランシス・フォード・コッポラやマイケル・スタイプ、ジュリアン・ムーアなど著名人が手紙を送り、結果、解雇は取り消された。
- 2007年10月9日、アイスランドの首都レイキャヴィーク市、ヴィーゼイ島において、レノンと共に40年前から想い描いて来た世界の平和を願う光の塔『イマジン・ピース・タワー』を完成させた[16]。完成披露の点灯式典では、リンゴ・スターやオリビア・ハリスン、ショーン・レノン、キョーコ・コックスらの多数の参列者が見守るなか、ヨーコの点灯スピーチに続いて、レノンが歌う「イマジン」が流され、光の塔が点灯された。『イマジン・ピース・タワー』は、ウィッシング・ウエル（Wishing well 願いの井戸）と命名された光の源から、天空に立ち昇る壮大な光の塔で、ヨーコの光のアート作品であるとともに、世界平和を希求するパブリック・アート作品でもある。
- 夫婦仲は当初非常に良かったが、1974年ごろには冷えていた。レノンがベニ・パンと交際したのは、この時期である。後に修復している。
- イラク戦争時、「イマジン」をラジオで流すことが禁止になった。ヨーコは、新聞にImagine Peace広告を出した。
- 夫、ジョン・レノンの生誕・没後何年というメモリアル・イヤーには、イベントやCMに出演している。
  - 2000年：ジョン・レノン・ミュージアムをオープン。自身の作品も含めた、数多くの展示品を提供する。10月9日のオープンのために来日し、同館にて挨拶を行った。
  - 2005年（生誕65年・没後25年）：精密機械・フィルム・メーカーのCMに出演。内容は、まず自身が出演する映像が登場し「PHOTO IS（写真は）」と英語で語り、その後、レノンと自身が登場する写真が登場。「写真は愛」「 - あなた」「 - メッセージ」「 - 思い出」「 - 家族」「 - 笑顔」「 - 平和」と、日本語・英語双方の自身のナレーションが入り、そして前の映像が再び登場、というもの。もちろん、大半が平和のメッセージというべきものである。2006年からも、リニューアルされて放送された（内容は、写真が生前のレノンとヨーコのものから子供を写したものと、ナレーションが冒頭とエンド以外が変更されているというもの）。
- 2006年、トリノオリンピック開会式に出演し、平和についてを語った。直後、ジョン・レノンの「イマジン」が流れた。4月11日、内閣総理大臣に対し、作者の死後50年に限っている日本の著作権の期限を死後70年まで延長するよう要求する手紙を（渡辺美佐を通じて）提出した。
- ヨーコの従弟で保守派の評論家、加瀬英明のインタビューを何度か受けている。
- レノンを無断で使用すると「彼女（＝オノ・ヨーコ）から抗議が来る」という説があり、代表的な例としては、営団地下鉄（現：東京メトロ）がアンディ・ウォーホル作のレノンのコラージュを無断で色々な所に使用した結果「やめて」と抗議され、使用中止にしたというものがある。お笑い芸人の山下真治がモノマネで「ジョン・レノソ」を名乗った際、抗議の可能性があり中止したことがある。評論家・中山康樹（2015年死去）はレノン賞賛、ヨーコ批判の先頭的人物であった。
- 2008年12月10日、京都精華大学の40周年記念事業で来学。パフォーマンスとレクチャーを行う。
- レノンは、ヨーコに出会う前に、アジア系の女性が自分を救ってくれる夢をみていた。また、アーティストである恋人を持つのが夢だった。レノンが、ヨーコに出会った際の感動を表した言葉は「俺より頭のおかしな奴がいる!」である。これは俺より才能があるという意味の最大の褒め言葉である。レノンは、ヨーコが先生で自分が生徒だと発言している。
- ジョン・レノン・スーパーライブで「彼は私にたくさん"I love you"と言ってくれた。私ももっとたくさん言えばよかった」と涙し、参加アーティストの1人がヨーコを抱きしめた。
- 2008年秋、学習院女子大学で講演会を行った。そこでの発言は以下である。「私たちはすべてを与えられている。退屈なんてありえない」「人生はまだまだ途中」「幸せな気持ちの人が増えればそれは連鎖し世界平和につながる」
- LOVE PSYCHEDELICOの二人はヨーコの大ファンであり、音楽番組「僕らの音楽」で対談した際、二人を見たヨーコは「昔のあたしたちを見てるみたいで嬉しいわ」と発言した。
- YUKIもヨーコのファンであり、自身の曲中「リスペクトヨーコオノ!」と叫んでいる。
- Fantastic Plastic Machineの「Beautiful.」というアルバムはYoko Ono Lennonとマルセル・デュシャンに捧げられている。
- 「貧乏には耐えられる　でもさみしさは　さみしさには耐えられない」と語っている。
- 英語圏では現在でも、オノ・ヨーコはレノンを惑わし、ビートルズを解散に追い込んだとする印象から、グループ、特に男性のバンド仲間や友人との関係を妨害、または混乱させる女性の例え（日本語でいうサークルクラッシャーに相当する）に使われる。近年の例では、コメディアンのZiwe Fumudohが、「メーガン妃が英王室をオノ・ヨーコした」とツイートし、大きな反響を呼んでいる[9]